# Amoursk
Amoursk (en russe : Амурск) est une ville du kraï de Khabarovsk, en Russie. Sa population s'élevait à 38 263 habitants en 2022.

## Géographie
Amoursk se trouve sur la rive gauche de l'Amour, à 240 km au nord de Khabarovsk et à 6 090 km à l'est de Moscou. 

## Histoire
Amoursk est fondée en 1958 et reçoit d'abord le statut de commune urbaine puis celui de ville en 1973. 

## Population
Recensements (*) ou estimations de la population:
| 1959* | 1970*  | 1979*  | 1989*  |
| ----- | ------ | ------ | ------ |
| 3 525 | 24 010 | 40 847 | 58 395 |

| 2002*  | 2010*  | 2013   | 2014   |
| ------ | ------ | ------ | ------ |
| 47 759 | 42 970 | 41 688 | 41 074 |

| 2022   | - | - | - |
| ------ | - | - | - |
| 38 263 | - | - | - |

## Économie
Outre un combinat de cellulose et de papier, il existe à Amoursk des établissements de l'industrie chimique, de l'industrie forestière et de la construction mécanique.